# Daichi Suzuki
Daichi Suzuki (japonès: 鈴木大地)  (Chiba, 10 de març de 1967) és un nedador japonès, ja retirat, especialista en esquena, que va competir durant la dècada de 1980.
El 1984 va prendre part en els Jocs Olímpics d'Estiu de Los Angeles, on va disputar tres proves del programa de natació. Destaca una vuitena posició en la prova dels 4x100 metres estils, mentre en les dues proves d'esquena quedà eliminat en semifinals. Quatre anys més tard, als Jocs de Seül, tornà a disputar tres proves del programa de natació. En aquesta ocasió va guanyar la medalla d'or en els 100 metres esquena, per davant l'estatunidenc David Berkoff i el soviètic Ígor Polianski, i fou cinquè en els 4x100 metres estils com a resultats més destacats.
En el seu palmarès també va guanyar dues medalles d'or als Jocs Asiàtics de 1986, una de plata als Campionats de Natació Pan Pacific de 1987 i dues d'or a les Universíades de 1987.
El 2013 va passar a dirigir la Federació Japonesa de Natació. El 5 de setembre de 2015 es va anunciar que passaria a dirigir la Japan Sports Agency, una nova federació, similar del Ministeri d'Educació, Cultura i Esports. La seva funció principal era la coordinació d'un ampli ventall de projectes relacionats amb l'esport desenvolupats per diferents ministeris del govern, de cara a millorar el rendiment esportiu del Japó als Jocs Olímpics d'Estiu de 2020 de Tòquio. El 5 d'abril de 2021 fou incorporat a l'International Swimming Hall of Fame (ISHOF).